# Monte Macchialaveta
il monte Macchialaveta è un rilievo dei Monti Reatini che si trova nel Lazio, nella provincia di Rieti, tra il comune di Cantalice è quello di Leonessa.